# The Casuals
The Casuals was een Britse popband uit Lincoln, Lincolnshire. Ze zijn vooral bekend om hun hit Jesamine uit 1968.

## Bezetting
- Howard Newcombe (gitaar, trompet, zang) - (geboren 25 november 1945 in Lincoln, Lincolnshire)
- Alan Taylor (bas, zang) - (geboren 2 februari 1947 in Halifax (West Yorkshire) - overleden 27 november 2011)
- Johnny Tebb (piano, orgel, zang) - (geboren als John Roy Tebb, 1 oktober 1945 in Lincoln, Lincolnshire - overleden mei 2018)
- Bob O'Brien (drums, zang) - (geboren als Robert O'Brien, 26 september 1944 in Bridge of Allan, Stirlingshire, Schotland)

## Carrière
De band werd oorspronkelijk geformeerd in 1960 door John Tebb (piano en zang) en Howard Newcombe (gitaar). Naderhand voegden Don Fortune (drums) en Zenon Kowalski (bas) zich bij de band en werden in 1961 The Casuals. Nadat ze professioneel waren geworden, verhuisden ze naar Italië en namen ze een aantal covers op van bekend Brits materiaal. Fortune en Kowalski vertrokken en werden opgevolgd door een reeks vervangers, met als hoogtepunt Mick Bray (drums) en Ian Good (bas) van andere bekende bands als The Avengers en The Sultans uit Lincoln.
In 1965 wonnen ze drie keer de tv-talentenshow Opportunity Knocks, wat leidde tot een platencontract bij Fontana Records, die hun debuutsingle If You Walk Out uitbracht, die niet succesvol was. In 1966 trad Alan 'Plug' Taylor (bas) toe, waarna de band verhuisde naar Italië, waar ze tekenden bij CBS in Milaan om Italiaanstalige covers van Britse hitsingles op te nemen. Deze omvatten de Italiaanse nummer 1-single  Massachusetts van The Bee Gees, Adios amore en Il sole non tra, die in Italië vrij succesvol waren. Good vertrok medio 1967 en werd niet vervangen, maar toen Bray later dat jaar vertrok, trad Bob O'Brien toe aan de drums (ex-The Riot Squad uit Glasgow).
In 1968, terwijl ze nog steeds in Italië waren, stapten The Casuals over naar Decca Records, die in mei de single Jesamine uitbracht, die zich na uitgebreide airplay op BBC Radio One, uiteindelijk in de hitlijsten plaatste. De band ging daarop terug naar het Verenigd Koninkrijk om de plaat te promoten, die zich eind 1968 op nummer 2 plaatste in de Britse singlehitlijst. Jesamine was een coverversie van When Jesamine Goes van The Bystanders, uitgebracht in februari 1968 en werd mede geschreven door Marty Wilde en Ronnie Scott (de manager van The Bystanders, niet de beroemde jazzmuzikant), onder het pseudoniem Frere Manston en Jack Gellar. De opvolgende single Toy (geschreven door Chris Andrews) plaatste zich ook in de Top 40, met een piek op nummer 30. Ze waren ook succesvol in Duitsland, waar Jesamine op nummer 9 kwam en Toy op nummer 27, maar hun eerste en enige album Hour World kwam te laat uit om te profiteren van deze succesvolle singles. Chris Evans verving de zieke Newcombe en toen Taylor en O'Brien in 1970 vertrokken, werd Evans een permanent lid, samen met Lloyd Courtney. Geen van de volgende vier singles slaagde erin om zich te plaatsen in de hitlijsten en de band werd in 1971 door Decca ontslagen.
Ze tekenden in 1972 bij Parlophone en brachten Tara Tiger Girl uit, maar de single flopte, net als de single American Jam, waarvoor de band werd omgedoopt tot American Jam Band. Alhoewel beide singles dezelfde B-kant hadden, was de link duidelijk. Ze verlieten Parlophone voor Dawn Records in 1974, maar nadat hun laatste single Good Times ook flopte, gingen ze in 1976 uit elkaar.

## Discografie

### Singles
- 1965: If You Walk Out / Please Don't Hide – Fontana
- 1968: Adios Amour / Don't Dream of Yesterday – Decca
- 1968: Jesamine / I've Got Something Too – Decca
- 1968: Toy / Touched – Decca
- 1969: Fools Paradise / Seven Times Seven – Decca
- 1969: Sunflower Eyes / Never My Love – Decca
- 1969: Caroline / Naughty Boy – Decca
- 1970: My Name Is Love / I Can't Say – Decca
- 1972: Tara Tiger Girl / Nature's Girl – Parlophone
- 1974: Good Times / Witch – Dawn

Als 'American Jam Band'
- 1972: American Jam / Nature's Girl – Parlophone
- 1974: Jam Jam / Back On The Road - Young Blood International

### Albums
- 1969: Hour World - lp Decca (mono/stereo)
- 1998: The Very Best of The Casuals – cd Commercial Marketing

### Compilaties
De Casuals-versie van Jesamine verschijnt op een aantal verzamelalbums, waaronder:
- Sixties Power Ballads
- Under the Influence

### NPO Radio 2 Top 2000
| Nummer met noteringen in de NPO Radio 2 Top 2000 | '00  | '01  | '02  | '03 | '04  |
| ------------------------------------------------ | ---- | ---- | ---- | --- | ---- |
| Jesamine                                         | 1613 | 1587 | 1606 | -   | 1994 |

1. ↑  Een '-' betekent dat het nummer niet was genoteerd en een vetgedrukt getal geeft de hoogste notering aan.
2. ↑  2000 was het eerste jaar met een notering voor dit nummer.
3. ↑  Deze tabel is bijgewerkt tot en met de laatste editie (2024).